# Neomochtherus corcyraeus
Neomochtherus corcyraeus là một loài ruồi trong họ Asilidae. Neomochtherus corcyraeus được Tsacas miêu tả năm 1965. Loài này phân bố ở vùng Cổ Bắc giới.